# Сосне (гмина)
Сосне (пол. Sośnie) — сельская гмина (волость) в Польше, входит как административная единица в Острувский повет (Великопольское воеводство), Великопольское воеводство. Население — 6575 человек (на 2004 год).

## Сельские округа
1. Богдай
2. Хойник
3. Цешин
4. Добжец
5. Грановец
6. Яниславице
7. Калковске
8. Конты-Слёнске
9. Коцина
10. Конрадув
11. Кузница-Концка
12. Маряк
13. Млыник
14. Можджанув
15. Павлув
16. Шклярка-Слёнска
17. Сосне

## Прочие поселения
1. Брониславка
2. Чеславице
3. Грабе
4. Ярностув
5. Ежувка
6. Копалина
7. Кшижне
8. Липске
9. Лахув
10. Моя-Воля
11. Пила
12. Пшидзялки
13. Смуги
14. Собки
15. Старжа
16. Сурмин
17. Вельбин
18. Вжесина
19. Жабник

## Соседние гмины
1. Гмина Кобыля-Гура
2. Гмина Кроснице
3. Гмина Мендзыбуж
4. Гмина Милич
5. Гмина Одолянув
6. Гмина Остшешув
7. Гмина Пшигодзице
8. Гмина Твардогура